# Dinotrema crux
Dinotrema crux är en stekelart som beskrevs av Papp 2003. Dinotrema crux ingår i släktet Dinotrema och familjen bracksteklar. Inga underarter finns listade i Catalogue of Life.